# Okręg wołyński (1919–1920)
Okręg wołyński − okręg administracyjny utworzony pod Zarządem Cywilnym Ziem Wschodnich 7 czerwca 1919 r. jako Zarząd Powiatów Wołyńskich z tymczasową siedzibą w Kowlu, w skład którego weszły powiaty: kowelski, łucki i włodzimierski. 9 września 1919 r. w miejsce Zarządu Powiatów Wołyńskich utworzono Okręg Wołyński z siedzibą w Kowlu, w skład którego weszły powiaty: włodzimierski, kowelski, łucki, dubieński, rówieński, krzemieniecki, ostrogski, zasławski i zwiahelski oraz dalsze powiaty w przypadku posunięcia się wojsk polskich na wschód.
20 listopada 1919 r. przeniesiono siedzibę okręgu z Kowla do Łucka
17 stycznia 1920 r. rozkazem Naczelnego Wodza Wojsk Polskich, został wyodrębniony do nowo utworzonego Zarządu Cywilnego Ziem Wołynia i Frontu Podolskiego.
15 marca 1920 r. utworzono powiat sarneński z dotychczasowych gmin powiatu rówieńskiego: Wysock, Dąbrowica, Lubikowicze, Niemowicze i Wiry oraz gmin powiatu owruckiego: Kisorycze, Olewsk i Jurowo.
15 maja 1920 r. powiat starokonstantynowski wyłączono z Okręgu Wołyńskiego i przyłączono do Okręgu Podolskiego.
1 czerwca 1920 r. z ZCZWiFP wyłączono powiaty: włodzimierski, kowelski, łucki, dubieński, rówieński (w granicach z 1 sierpnia 1914 r.) wraz z częścią powiatu ostrogskiego włączoną już do powiatu rówieńskiego, oraz północno-zachodnią część powiatu krzemienieckiego i przekazano ich zarząd Rządowi RP.

## Szczegółowy podział administracyjny
Powierzchnia i liczba mieszkańców na podstawie danych rosyjskich.
| Powiat | Pow.km² | Mieszk. (1897) |  | Miasto powiatowe     | Mieszk. |
| --- | ------- | -------------- |  | -------------------- | ------- |
| Okręg Wołyński |         |                |  |                      |         |
| dubieński | 3940    | 195.058        |  | Dubno                | ?       |
| kowelski | 7350    | 211.493        |  | Kowel                | ?       |
| krzemieniecki | 3322    | 219.934        |  | Krzemieniec          | ?       |
| łucki | 7540    | 252.550        |  | Łuck                 | ?       |
| ostrogski | 3066    | 169.351        |  | Ostróg               | ?       |
| owrucki (część) ¹ | 10.616  | 205.390        |  | Owrucz               | ?       |
| rówieński | 8.568   | 273.001        |  | Równe                | ?       |
| sarneński ² | ?       | ?              |  | Sarny                | ?       |
| starokonstantynowski ¹ ³ | 2560    | 193.889        |  | Starokonstantynów    | ?       |
| włodzimierski | 6440    | 277.265        |  | Włodzimierz Wołyński | ?       |
| zasławski | 3450    | 208.742        |  | Zasław               | ?       |
| zwiahelski | 7150    | 348.950        |  | Zwiahel              | ?       |
| ¹ później zajęte (brak dokładnej daty przyłączenia) |         |                |  |                      |         |
| ² 15 marca 1920 r. utworzono powiat sarneński z części powiatów rówieńskiego i owruckiego (Dz. Urz. ZCZWiFP z 1920 r. Nr 2, poz. 20).                        |         |                |  |                      |         |
| ³ 15 maja 1920 r. powiat starokonstantynowski wyłączono z Okręgu Wołyńskiego i przyłączono do Okręgu Podolskiego (Dz. Urz. ZCZWiFP z 1920 r. Nr 8, poz. 11). |         |                |  |                      |         |